# Łajka (typ psa)

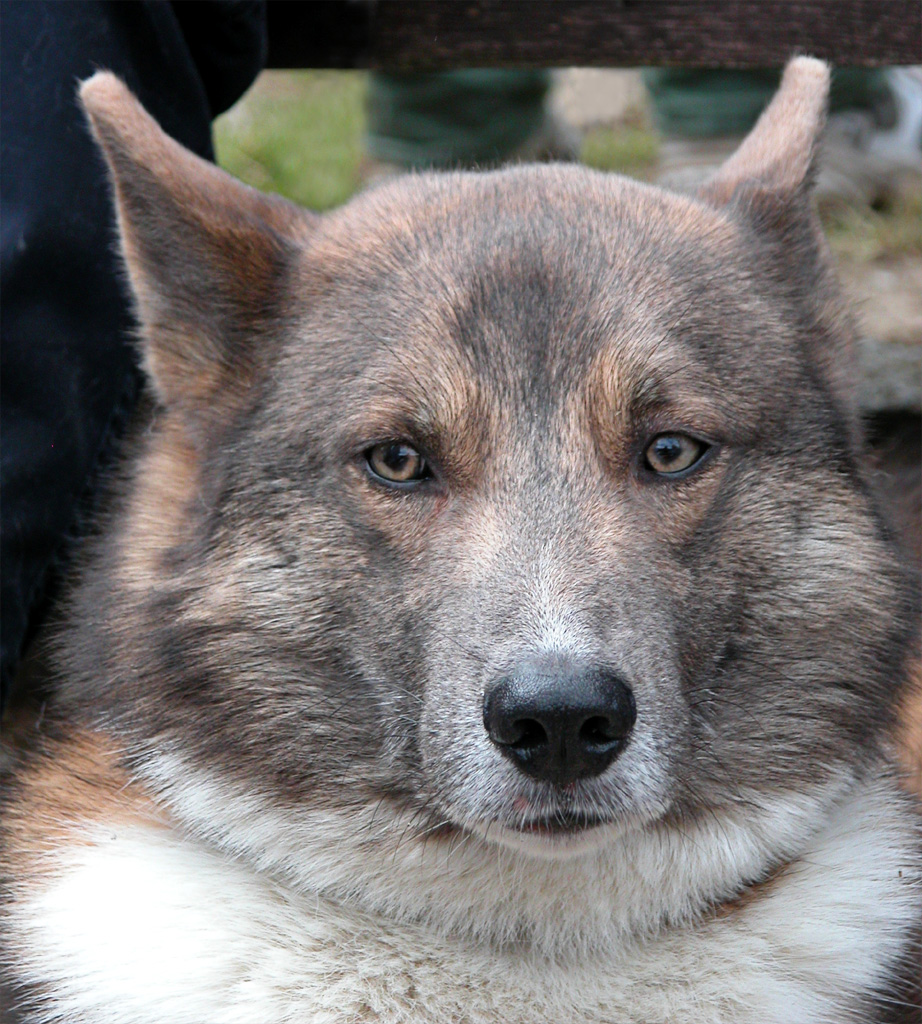
Portret łajki. Widoczne charakterystyczne „bokobrody” oraz obfity kołnierz z dłuższych włosów wokół szyi.

Łajka (ros. лайка „oszczekiwacz”) – ogólna nazwa psa, obejmująca wiele ras psów z grupy szpiców, z północy kontynentu eurazjatyckiego, hodowanych od Skandynawii po Ocean Spokojny. Typ lisowaty.

## Ogólna charakterystyka
W grupie tej można wyróżnić kilkanaście różnych typów psów średniej wielkości lub małych, z uszami trójkątnymi stojącymi i ogonem najczęściej zawiniętym na grzbiet lub biodro. Występują one pod różnymi nazwami miejscowymi, używane są do polowań, do ciągnięcia sań, jako psy pasterskie i stróżujące. Są psami bardzo samodzielnymi i niezależnymi, ale przyjaźnie nastawionymi do człowieka. Do dzisiaj większość łajek zachowała wiele cech pierwotnych, ukształtowanych bardziej przez naturę niż przez człowieka – posiadają one wiele cech atawistycznych upodabniających je do wilków. W komunikacji między sobą łajki często używają gestów charakterystycznych dla ras pierwotnych, jak na przykład ssanie lub lizanie wargi. Gęste owłosienie często występuje na brzuchu i pomiędzy palcami na łapach. Wiele suk jest zdolnych do rozrodu tylko jeden raz w roku.

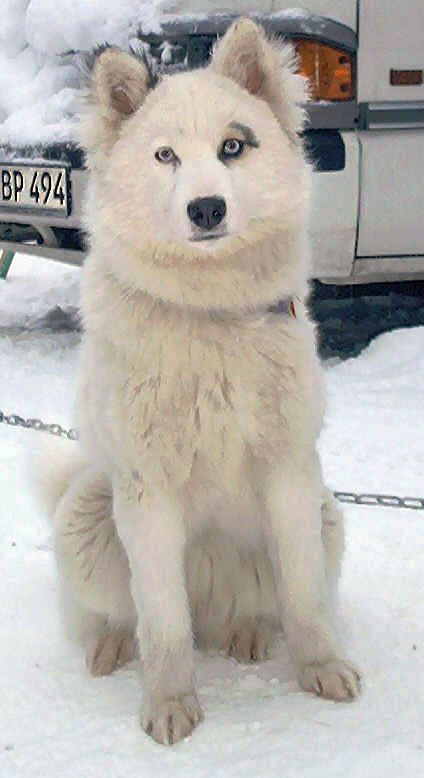
Łajka jakucka, pies zaprzęgowy

## Budowa
Łajki to psy średniej wielkości, o mocnej budowie i wysokości w kłębie od 45–65 cm. Głowa ma najczęściej kształt ostrego klina z łagodnym stopem i kufą o długości zbliżonej do mózgoczaszki. Szyja jest muskularna, o długości podobnej do głowy, często otoczona kołnierzem z długiej sierści. Łajki mają grzbiet prosty, szeroki, muskularny z zadem lekko opadającym w dół, a klatkę piersiową głęboką i umiarkowanie szeroką. Kończyny przednie i tylne są proste, ustawione równolegle do siebie, z łapami zwartymi, o okrągłym kształcie. Ogon jest niezbyt długi, noszony na grzbiecie, zwinięty w pierścień lub sierpowaty, rzadziej noszony na dół. Oczy są nieduże, owalne, często skośnie osadzone, ciemnobrązowe lub piwne, rzadziej jasne (jak u łajki jakuckiej).

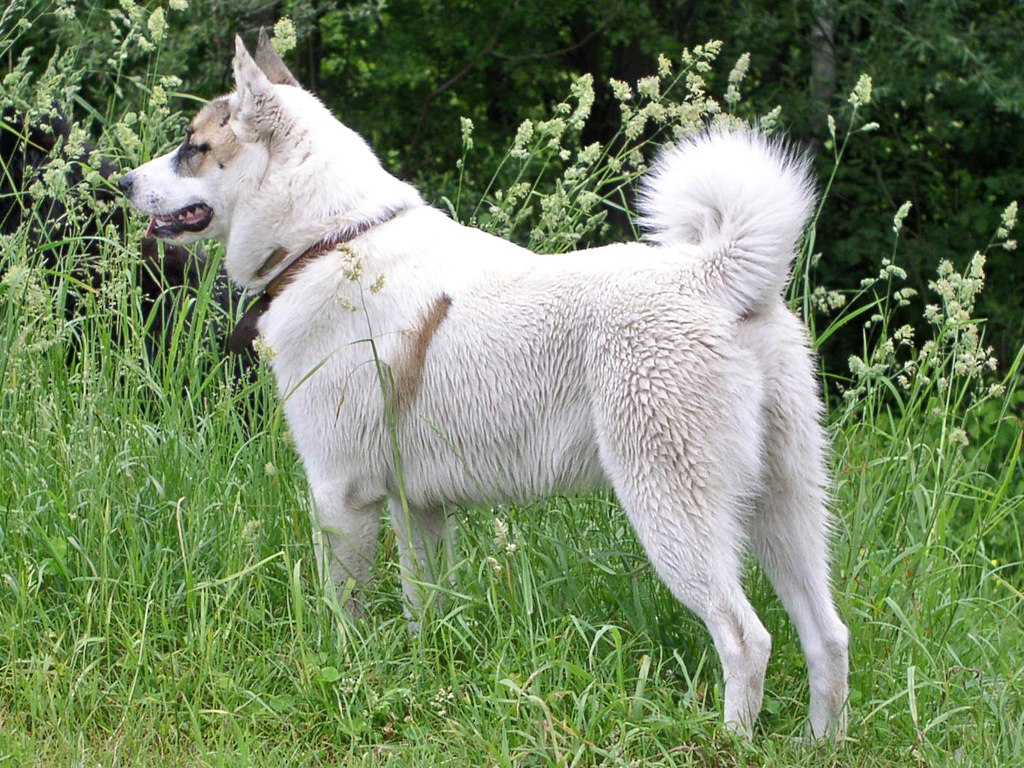
Łajka zachodniosyberyjska

## Szata i umaszczenie
Sierść łajek zwykle składa się z dwóch warstw – gęstego i miękkiego podszerstka oraz twardych włosów okrywowych. U części łajek włosy okrywowe są średniej długości i przylegają gładko do ciała. U innych są to włosy zdecydowanie dłuższe, nastroszone, tworzące wokół szyi efektowny kołnierz, odstające od kłębu, barków i po tylnych stronach nóg. Ogon pokryty jest jednolitym dłuższym włosem.
Umaszczenie tej grupy psów przybiera najróżniejsze formy, nawet w ramach poszczególnych ras. Kolor sierści może być całkowicie biały, kremowy, biały z czarnym, czarny z białym, szary, wilczasty, rudy, "pieprz i sól", łaciaty złożony z dwóch lub więcej kolorów. Skóra jest jasna lub cętkowana, a kolor nosa najczęściej czarny, zdarza się jednak również brązowy i jasnobrązowy u psów z jasnym umaszczeniem.

## Rasy należące do grupy łajek
- Rasy uznane przez FCI:
  - łajka rosyjsko-europejska (bliźniacza rasa karelskiego psa na niedźwiedzie)
  - łajka wschodniosyberyjska
  - łajka zachodniosyberyjska
- Inne rasy i odmiany lokalne:
  - łajka karelo-fińska (rasa uznawana w Rosji, wywodząca się z Karelii)
  - łajka jakucka (pies zaprzęgowy Jakutów zamieszkujących Jakucję – pies o wyjątkowej urodzie, sprowadzony ostatnio do Europy)
  - łajka chantejska lub ostiacka (łajka Chantów, inaczej Ostiaków)
  - łajka nieniecka (łajka Nieńców, nazywanych w języku rosyjskim Samojedami, protoplasta dzisiejszej rasy samojed)
  - łajka Ewenków lub tunguska (Tunguzi to dawna nazwa Ewenków)
  - łajka wogulska lub mansijska (łajka Wogułów, inaczej Mansów)
  - łajka wotjacka lub udmurcka (łajka Wotjaków, inaczej Udmurców, zamieszkujących Udmurcję)
  - łajka permiacka lub komi (łajka ludów zamieszkujących Okręg Komi-Permiacki)
  - łajka żyriańska (pochodząca z Republiki Komi)
  - łajka amurska lub łajka Nanajów (pochodząca z rejonu rzeki Amur)